# Андрофілія та гінефілія
Андрофілія та гінефілія ― це терміни, що використовуються в поведінковій науці для опису сексуальної орієнтації як альтернативи гендерному бінаризму гомосексуальною та гетеросексуальною концептуалізацією. Андрофілія описує статевий потяг до чоловіків або маскулінності; гінефілія описує сексуальний потяг до жінок або жіночності. Амфіфілія описує поєднання як андрофілії, так і гінефілії у певної особи, або бісексуальність.
Ці терміни використовуються для ідентифікації об'єкта тяжіння людини без приписування особі статевого призначення або гендерної ідентичності.  Це дозволяє уникнути упередженості, властивої нормативним концептуалізаціям людської сексуальності, уникнути плутанини та образ при описі людей у незахідних культурах, а також при описі інтерсексуальних та трансгендерних людей, особливо тих, хто не є бінарним або іншим чином не вписується в гендерний бінаризм. 

## Термінологія

### Андрофілія
Магнус Гіршфельд, німецький сексолог і лікар початку ХХ століття, розділив чоловіків-гомосексуалів на чотири групи:
- педофілів, яких найбільше приваблює молодь передпубертатного періоду,
- ефебофілів, яких найбільше приваблює молодь з періоду статевого дозрівання до двадцяти років;
- андрофілів, яких найбільше приваблюють люди від двадцяти до п'ятдесяти;
- геронтофілів, яких найбільше приваблюють чоловіки старшого віку.

За словами Карен Франклін, Гіршфельд вважав ефебофілію «загальною та непатологічною, причому ефебофіли та андрофіли складають близько 45 % гомосексуального населення».
Термін андросексуальність іноді використовують як синонім андрофілії.

### Гінефілія
Варіант цього терміна з'явився в давньогрецькій мові. В Ідилії 8, рядок 60, Теокріт використовує gynaikophilias (γυναικοφίλιας) як евфемістичний прикметник, що описує пожадливість Зевса до жінок.
Зигмунд Фрейд використовував термін гінекофільність для опису свого case study «Дора». Окрім цього, він використовував цей термін у листуванні. Також іноді застосовується варіант орфографічної гінофілії.
Інколи термін гінексуальність також вживається як синонім.

## Сексуальний інтерес до дорослих
Слідом за Гіршфельдом андрофілія та гінефілія іноді використовуються в систематиках, що визначають статеві інтереси на основі вікових діапазонів, які Джон Мані назвав хронофілією. У таких схемах статевий потяг до дорослих називається телейофілією або адультофілією. У цьому контексті андрофілія та гінефілія є гендерними варіантами, що означає «потяг до дорослих чоловіків» та «потяг до дорослих жінок» відповідно. Психолог Денніс Хавітт пише:
Визначення — це перш за все питання теорії, а не просто класифікації, оскільки класифікація передбачає теорію, якою б елементарною вона не була. Фройнд та ін. (1984) використовував латинські слова для класифікації сексуального потягу за вимірами статі та віку: гінефілія — сексуальний інтерес до фізично дорослих жінок, андрофілія — сексуальний інтерес до фізично дорослих чоловіків.

## Шкала андрофілії та гінефілії
9-позиційна шкала гінефілії була створена для вимірювання еротичного інтересу до фізично зрілих жінок, а 13-позиційна шкала андрофілії була створена для вимірювання еротичного інтересу до фізично зрілих чоловіків. Ваги були розроблені Куртом Фрейндом та Бетті Штайнер у 1982 році. Пізніше вони були модифіковані Реєм Бланшардом у 1985 році як Модифікований індекс Андрофілії — Гінефілії (MAGI).

## Гендерна ідентичність та її вираз

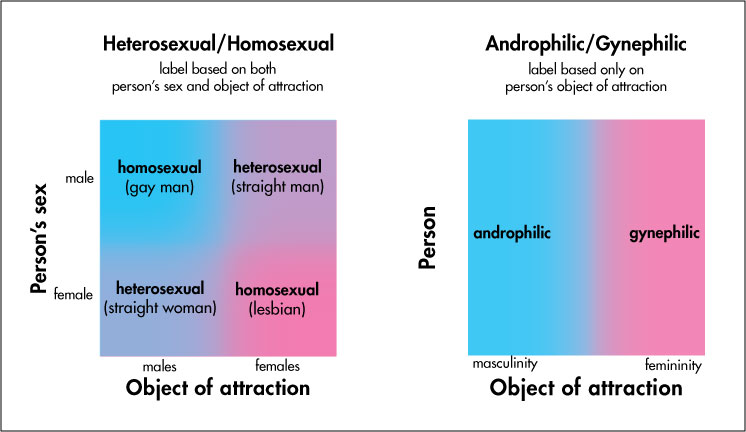
Діаграма, що показує взаємозв'язок статі (вісь X) та сексуальності (вісь Y). Гомосексуальна/гетеросексуальна матриця лежить в межах андрофільної/гінефільної матриці, оскільки гомосексуальна/гетеросексуальна термінологія одночасно описує стать та сексуальну орієнтацію. Ця діаграма також показує, як на цілі сексуального потягу людини може впливати не стать, а маскулінність та жіночність.

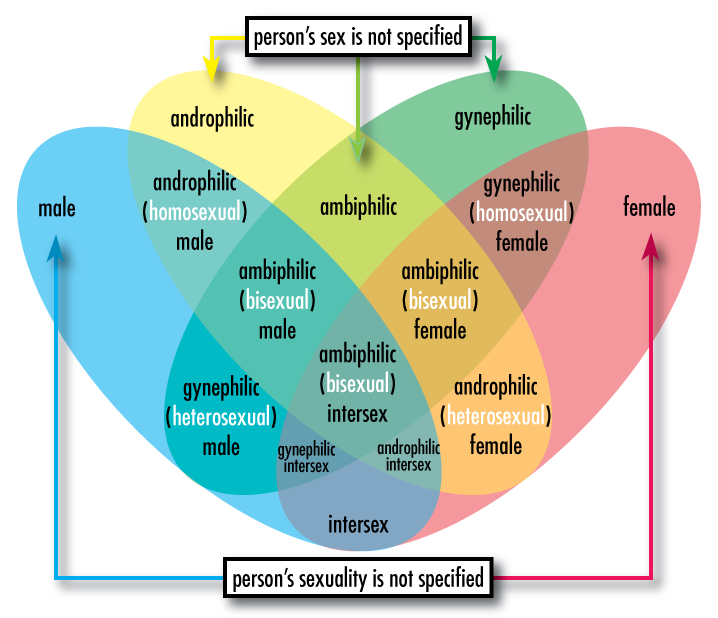
Діаграма Венна, що показує зв'язок статі та сексуальності. Дескриптори в гомосексуальній/гетеросексуальній матриці мають білий колір, щоб показати відмінності в андрофільній/гінефільній матриці.

Використання гомосексуальних транссексуалів та споріднених термінів застосовується до трансгендерних людей з середини 20 століття, хоча з тих пір висловлюється занепокоєння щодо цих термінів. У 1966 році Гаррі Бенджамін сказав:
«…здається очевидним, що на питання „Чи транссексуал гомосексуал?“ потрібно відповісти „так“ і „ні“. „Так“, якщо враховувати його анатомію; „ні“, якщо його психіці віддається перевага. Якою буде ситуація після проведення корекційної операції, коли статева анатомія тепер нагадує анатомію жінки? „Нова жінка“ все ще є гомосексуальною? „Так“, якщо переважають педантичність та технічні характеристики. „Ні“, якщо застосовуються розум і здоровий глузд і якщо до відповідного пацієнта ставляться як до особистості, а не як до штампа». 
Багато джерел, у тому числі деякі прихильники типології, критикують такий вибір формулювань як заплутаний та принизливий. Біолог Брюс Багеміл пише: 
«.. у цій номенклатурі точкою відліку» гетеросексуальної" чи «гомосексуальної» орієнтації є винятково генетична стать людини до перепризначення. Тим самим ці ярлики ігнорують особисте почуття гендерної ідентичності, що має перевагу над біологічною статтю, а не навпаки".
Багеміл продовжує оскаржувати те, як ця термінологія дозволяє легко стверджувати, що транссексуали — насправді гомосексуальні чоловіки, які прагнуть врятуватися від стигми. Левітт і Бергер заявили в 1990 р., що «гомосексуальний транссексуальний ярлик є і заплутаним, і суперечливим серед чоловіків, які прагнуть зміни статі». Критики стверджують, що термін «гомосексуальний транссексуал» є «гетеросексизмом», «архаїчним» та принизливим, оскільки він позначає людей за статтю, призначеною при народженні, замість їхньої гендерної ідентичності. Бенджамін, Лівітт і Бергер усі використовували цей термін у власних роботах. Сексолог Джон Банкрофт також висловив жаль з приводу того, що використовував цю термінологію, яка свого часу була стандартною для позначення транссексуальних жінок та зазначає, що зараз[коли?] намагається вибирати слова більш чуйно. Сексолог Чарльз Аллен Мозер також критично ставиться до цієї термінології.

Використання андрофілії та гінефілії було запропоноване та популяризоване психологом Роном Ланжевіном у 1980-х. Психолог Стівен Т. Вегенер пише: 
«Ланжевен вносить кілька конкретних пропозицій щодо мови, яка використовується для опису статевих аномалій. Наприклад, він пропонує терміни гінефільний та андрофільний, щоб вказати тип партнера, котрий бажаний, незалежно від статевої приналежності особи або одягу». 
Сексолог Мілтон Даймонд, який віддає перевагу терміну гінекофілія, пише: 
«Терміни гетеросексуальний, гомосексуальний та бісексуальний краще використовувати як прикметники, а не іменники, і їх краще застосовувати до поведінки, а не до людей». 
Даймонд заохочував використовувати терміни андрофільний, гінекофільний та амбіфільний для опису сексуально-еротичних партнерів, яким хтось віддає перевагу (андро — чоловік, гінеко — жінка, амбі — обидва, філік — любити). Такі терміни позбавляють від необхідності вказувати предмет і дозволяють натомість зосереджуватись на бажаному партнері. Це використання особливо вигідне при обговоренні партнерів транссексуальних або інтерсексуальних осіб.